# Delta Hydri
Désignations
Delta Hydri (en abrégé δ Hyi) est une étoile blanche de la constellation australe de l'Hydre mâle. D'une magnitude apparente de 4,09, elle est la quatrième étoile la plus brillante de la constellation. L'étoile présente une parallaxe de 23,35 mas mesurée par le satellite Hipparcos, ce qui permet d'en déduire qu'elle est distante d'environ ∼ 140 a.l. (∼ 42,9 pc) de la Terre. Elle s'éloigne du système solaire à une vitesse radiale héliocentrique de +6 km/s.
Delta Hydri est une étoile blanche de la séquence principale ordinaire de type spectral A2 V. Âgée de 209 millions d'années, elle tourne rapidement sur elle-même à une vitesse de rotation projetée de 162 km/s. Cela donne à l'étoile une forme aplatie (oblate) avec un bourrelet équatorial qu'on estime être 7 % plus grand que son rayon polaire. L'étoile est 2,25 fois plus massive et 2,3 fois plus grande que le Soleil. Elle est 39,5 fois plus lumineuse que l'étoile du système solaire et sa température de surface est de 9 880 K environ.
Delta Hydri est une étoile solitaire, qui ne possède pas de compagnon stellaire connu. Elle a fait l'objet d'une recherche d'un excès d'émission dans l'infrarouge, qui caractériserait la présence d'un disque de débris en orbite autour de l'étoile, mais aucun n'a été détecté.